# Архиепархия Босры и Хаурана
Архиепархия Босры и Хаурана (лат. Archieparchia Bostrena et Auranensis) — архиепархия Мелькитской католической церкви с центром в городе Хабаб, Сирия. Распространяет свою юрисдикцию на территорию сирийского региона Хауран. Кафедральным собором является церковь Успения Пресвятой Девы Марии.
В настоящее время ординарием архиепархии является архиепископ Николай Антипа.

## История
В первые века христианства на территории современной мелькитской архиепархии Босры и Хаурана существовала архиепархия Бостры с 25 суффраганными епархиями. Известны имена 15 архиепископов этой архиепархии. Последним архиепископом был Стефан. Его имя упоминается в 700 году. После арабского нашествия митрополия Бостры прекратила своё существование.
Ватиканский ежегодник Annuario Pontificio от 1687 года впервые упоминает католического епископа Босры. После образования Мелькитской католической церкви в 1724 года в её составе не было епархии Босры. В 1763 году мелькитский патриарх Михаил Джавхар назначил члена монашеской конгрегации мелькитских василианцев архимандрита Франческо Сиаге первым епископом Босры, который после своего рукоположения принял имя Кирилл (позднее стал патриархом). В дальнейшем епархия Босры была титулярной.
В 1798 году новый мелькитский патриарх Агапиос III Матар назначил своего брата Афанасия архиепископом Босры. Спустя два года Афанасий был переведён на кафедру Сидона. После Афанасия кафедра Босры была вакантной до 1836 года, когда патриарх Максимос III Мазлум назначил монаха Лазаря Фасфуса архиепископом Босры. С этого времени кафедра Босры не оставалась вакантной.
В 1881 году кафедры Босры и Хаурана были объединены в единую митрополию под названием «Архиепархия Босры и Хаурана».
В 1932 году архиепархия Босры и Хаурана передала часть своей территории для образования новой архиепархии Петры и Филадельфии. Границы между двумя архиепархиями были определены государственными границами Сирии и Иордании. Из-за политической нестабильности в регионе резиденция архиепископа в настоящее время находится в Дамаске.

## Статистика
На территории архиепархии в настоящее время действуют 31 приходов. Согласно ватиканскому справочнику Annuario Pontificio от 2013 года в епархии на конец 2012 года численность верующих архиепархии составляла около 27 тысяч человек. В архиепархии насчитывалось около 27 тысяч прихожан, служило 22 священника (из них — 22 епархиальных и 1 — монашествующий), 2 монахов и 8 монахинь.

## Архиепископы
- архиепископ Кирилл VII Сиаге B.S.[2] (декабрь 1763 — 27.06.1796), назначен мелькитским патриархом;
- Габриэль Матар B.S. (1798—1800), назначен архиепископом Сидона;
  - Sede vacante (1800—1836);
- Лазарь Фасфус B.S. (1.12.1836 — 1858);
- Макарий Акави (21.11.1859 — 7.08.1870);
- Михаил Баззар B.S. (14.10.1871 — 16.06.1887)), назначен архиепископом Сидона;
- Николай Кади (10.02.1889 — 16.11.1939);
- Пётр Шами S.M.S.P. (13.11.1943 — 19.08.1967);
- Николай Нааман S.M.S.P. (23.08.1967 — 20.08.1982);
- Булос Нассиф Боркхош S.M.S.P. (14.06.1983 — 15.09.2011);
- Николай Антипа B.A. (с 2 августа 2013 года по настоящее время).